# نیکولای ایلکوف
نیکولای ایلکوف (بلغاری: Николай Илков؛ زادهٔ ۲۱ فوریهٔ ۱۹۵۵) قایقران کانو اهل بلغارستان است.